# مطار تيوارا
مطار تيوارا (بالإنجليزية: Taywara Airport)‏ (إيكاو: OATW) هو مطار للاستخدام العام يقع بالقرب من تيوارا، ولاية غور، أفغانستان.

## روابط خارجية
- سجل المطار لمطار تايوارا في Landings.com. تم الاسترجاع 2013-8-1